# Barbar
Barbar je nekdo, za katerega se dojema, da je bodisi neciviliziran ali primitiven. 
Oznaka se običajno uporablja kot posplošitev, ki temelji na popularnem stereotipu; barbari so lahko pripadniki katerega koli naroda, za katerega nekateri menijo, da je manj civiliziran ali urejen (kot je plemenska družba), lahko pa so tudi del določene »primitivne« kulturne skupine (kot so nomadi) ali družbenega razreda (kot so razbojniki). znotraj in zunaj lastnega naroda. Namesto tega jih lahko občudujejo in romantizirajo kot plemenite divjake. V idiomatski ali figurativni uporabi je "barbar" lahko tudi individualna omemba brutalne, krute, bojevite in neobčutljive osebe.
Izraz izvira iz grščine: βάρβαρος (barbaros pl. βάρβαροι barbaroi). V stari Grčiji so Grki uporabljali izraz ne le za tiste, ki niso govorili grško in sledili klasičnim grškim običajem, ampak tudi za grško prebivalstvo na obrobju grškega sveta s posebnimi narečji. V starem Rimu so Rimljani prilagodili in uporabljali izraz za plemenske ne-Rimljane, kot so Amazighi, Germani, Kelti, Iberci, Tračani, Iliri in Sarmati. V zgodnjem novem obdobju in včasih pozneje so ga bizantinski Grki uporabljali za Turke na očitno pejorativen način. V starodavni Kitajski se barbari omenjajo vse do dinastije Šang ter Analih pomladi in jeseni. Kulture "zunanje dežele" (kitajsko: 化外之地; pinjin: Huà wài zhī dì) ali območij izven dosega cesarja so bile na splošno označene kot "barbari" ali necivilizirane skozi pogled sinocentrizma.